# Edward Feser
Edward Feser (16 aprile 1968) è un filosofo statunitense.

## Biografia
Edward Feser conseguì un PhD in filosofia presso l’Università della California, Santa Barbara, un M.A. alla Claremont Graduate University, una laurea in filosofia e studi religiosi presso la California State University di Fullerton. La sua tesi è intitolata Russell, Hayek, and the Mind-Body Problem (Russell, Hayek e il problema mente-corpo).
Fu docente al Pasadena City College, professore ospite della Loyola Marymount University, studente ospite del Social Philosophy and Policy Center della Bowling Green State University. Il National Review lo ha definito come «uno dei migliori scrittori contemporanei di filosofia».
I suoi principali interessi di ricerca accademica riguardano la metafisica, la teologia naturale, la filosofia della mente, la filosofia morale e politica.
Feser scrive di cultura e di religione da un punto di vista conservatore e cattolico romano tradizionalista. I suoi articoli sono stati pubblicati da The American, The American Conservative, Catholic World Report, City Journal, The Claremont Review of Books, Crisis, First Things, Liberty, National Review, New Oxford Review, Nova et Vetera, Public Discourse, Reason e TCS Daily.
Il suo libro The Last Superstition: A Refutation of the New Atheism propone un argomento filosofico a favore della visione del mondo aristotelico - tomista classica al di sopra e contro i presupposti materialisti, che vede come pregiudizi scientisti, di atei contemporanei come Richard Dawkins, del quale è particolarmente critico.
Nel volume Aquinas: A Beginner’s Guide asserisce che Dawkins, Kant, Hume e la maggior parte dei filosofi moderni non hanno una comprensione benché minima di san Tommaso d'Aquino; che gli argomenti e le Cinque Vie sono spesso difficili a tradursi in termini moderni ., argomenti da lui difesi a lungo.

## Vita privata
Feser vive con sua moglie e sei figli a Los Angeles.

## Opere
- On Nozick (Thomson-Wadsworth, 2003) ISBN 978-0534252335
- The Cambridge Companion to Hayek (Cambridge University Press, 2006) ISBN 978-0521849777
- Philosophy of Mind (A Beginner's Guide) (Oneworld Publications, 2007) ISBN 978-1851684786
- Locke (Oneworld Publications, 2007) ISBN 978-1851684892
- The Last Superstition: A Refutation of the New Atheism (St. Augustine's Press, 2008) ISBN 978-1587314520
- Aquinas (A Beginner's Guide) (Oneworld Publications, 2009) ISBN 978-1851686902
- Aristotle on Method and Metaphysics (as editor and contributor) (Palgrave Macmillan, 2013) ISBN 978-0230360914
- Scholastic Metaphysics: A Contemporary Introduction (Editiones Scholasticae, 2014) ISBN 978-3868385441
- Neo-Scholastic Essays (St. Augustine's Press, 2015) ISBN 978-1587315589
- By Man Shall His Blood Be Shed: A Catholic Defense of the Death Penalty (con Joseph M. Bessette) (Ignatius Press, 2017) ISBN 978-1621641261
- Five Proofs of the Existence of God (Ignatius Press, 2017) ISBN 978-1621641339
- Aristotle's Revenge: The Metaphysical Foundations of Physical and Biological Science (Editiones Scholasticae, 2019) ISBN 978-3868382006